# Кубок шотландської ліги з футболу 2004—2005
Кубок шотландської ліги 2004–2005 — 59-й розіграш Кубка шотландської ліги. Змагання проводиться за системою «плей-оф», де і визначають переможця. Переможцем став Рейнджерс.

## Календар
| Раунд        | Дата                | Матчі | Клуби   |
| ------------ | ------------------- | ----- | ------- |
| Перший раунд | 10-17 серпня 2004   | 14    | 42 → 28 |
| Другий раунд | 24-25 серпня 2004   | 12    | 28 → 16 |
| 1/8 фіналу   | 21-22 вересня 2004  | 8     | 16 → 8  |
| 1/4 фіналу   | 9-10 листопада 2004 | 4     | 8 → 4   |
| 1/2 фіналу   | 1-2 лютого 2005     | 2     | 4 → 2   |
| Фінал        | 20 березня 2005     | 1     | 2 → 1   |

## Перший раунд
| Команда 1                | Рахунок | Команда 2           |
| ------------------------ | ------- | ------------------- |
| 10 серпня 2004           |         |                     |
| Ейрдрі Юнайтед (2)       | 3:0     | Іст Файф (4)        |
| Бервік Рейнджерс (3)     | 3:2     | Елгін Сіті (4)      |
| Бріхін Сіті (3)          | 5:2 дч  | Ковденбіт (4)       |
| Дамбартон (3)            | 1:3     | Росс Каунті (2)     |
| Фолкерк (2)              | 4:1     | Монтроз (4)         |
| Пітергед (4)             | 3:2     | Іст Стерлінгшир (4) |
| Сент-Джонстон (2)        | 2:3     | Аллоа Атлетік (3)   |
| Сент-Міррен (2)          | 2:5     | Форфар Атлетік (3)  |
| Странрар (3)             | 2:1     | Арброт (3)          |
| Стенхаузмур (4)          | 2:1     | Рейт Роверз (2)     |
| 11 серпня 2004           |         |                     |
| Стерлінг Альбіон (3)     | 3:2     | Квінз Парк (4)      |
| 17 серпня 2004           |         |                     |
| Гамільтон Академікал (2) | 4:1     | Ейр Юнайтед (3)     |
| Грінок Мортон (3)        | 1:0     | Гретна (4)          |
| Квін оф зе Саут (2)      | 1:2     | Альбіон Роверз (4)  |

## Другий раунд
| Команда 1            | Рахунок      | Команда 2                 |
| -------------------- | ------------ | ------------------------- |
| 24 серпня 2004       |              |                           |
| Абердин              | 3:0          | Бервік Рейнджерс (3)      |
| Ейрдрі Юнайтед (2)   | 0:1          | Клайд (2)                 |
| Альбіон Роверз (4)   | 1:1 пен. 4:3 | Бріхін Сіті (3)           |
| Данді                | 4:0          | Форфар Атлетік (3)        |
| Гіберніан            | 4:0          | Аллоа Атлетік (3)         |
| Кілмарнок            | 3:0          | Гамільтон Академікал (2)  |
| Грінок Мортон (3)    | 0:3          | Мотервелл                 |
| Пітергед (4)         | 1:6          | Фолкерк (2)               |
| Росс Каунті (2)      | 0:1          | Інвернесс Каледоніан Тісл |
| Стенхаузмур (4)      | 2:5          | Партік Тісл (2)           |
| 25 серпня 2004       |              |                           |
| Стерлінг Альбіон (3) | 0:2          | Лівінгстон                |
| Данді Юнайтед        | 3:1          | Странрар (3)              |

## 1/8 фіналу
| Команда 1                 | Рахунок | Команда 2       |
| ------------------------- | ------- | --------------- |
| 21 вересня 2004           |         |                 |
| Лівінгстон                | 2:1 дч  | Данді           |
| Данді Юнайтед             | 4:0     | Клайд (2)       |
| Селтік                    | 8:1     | Фолкерк (2)     |
| 22 вересня 2004           |         |                 |
| Абердин                   | 0:2     | Рейнджерс       |
| Альбіон Роверз (4)        | 1:3     | Гіберніан       |
| Данфермлін Атлетік        | 3:1     | Партік Тісл (2) |
| Гарт оф Мідлотіан         | 2:1     | Кілмарнок       |
| Інвернесс Каледоніан Тісл | 1:3     | Мотервелл       |

## 1/4 фіналу
| Команда 1          | Рахунок | Команда 2         |
| ------------------ | ------- | ----------------- |
| 9 листопада 2004   |         |                   |
| Лівінгстон         | 0:5     | Мотервелл         |
| Данді Юнайтед      | 2:1 дч  | Гіберніан         |
| 10 листопада 2004  |         |                   |
| Данфермлін Атлетік | 1:3     | Гарт оф Мідлотіан |
| Рейнджерс          | 2:1     | Селтік            |

## 1/2 фіналу
| Команда 1     | Рахунок | Команда 2         |
| ------------- | ------- | ----------------- |
| 1 лютого 2005 |         |                   |
| Мотервелл     | 3:2 дч  | Гарт оф Мідлотіан |
| 2 лютого 2005 |         |                   |
| Рейнджерс     | 7:1     | Данді Юнайтед     |

## Фінал
| 20 березня 2005 |

| Рейнджерс                                    | 5:1      | Мотервелл    |
| -------------------------------------------- | -------- | ------------ |
| Росс 5' Кіріякос 9', 86' Ріксен 33' Ново 48' | Протокол | Партрідж 13' |

| Гемпден-Парк, Глазго Глядачів: 50 182 Арбітр: Майк Маккеррі |